# Airport Song
"Airport Song" is een nummer van de Britse band Magna Carta. Het nummer werd uitgebracht op hun album Seasons uit 1970. Dat jaar werd het nummer uitgebracht als de eerste single van het album.

## Achtergrond
"Airport Song" is geschreven door zanger en gitarist Christopher John Simpson en geproduceerd door Gus Dudgeon. Het nummer gaat over een man die op het vliegveld is om naar Singapore te gaan, maar hij moet wachten tot de mist geklaard is voordat hij kan vertrekken. Simpson werd geïnspireerd om het nummer te schrijven nadat hij met gitarist Lyell Tranter op London Heathrow Airport vastzat; zij moesten daadwerkelijk wachten tot de mist geklaard was. Hun vlucht ging echter niet naar Singapore, maar naar Schiphol. In het nummer werd de bestemming gewijzigd naar Singapore omdat "het romantischer klinkt". De muziek werd geïnspireerd door het nummer "Steamline Train" van The Vipers Skiffle Group. Uiteindelijk werd het nummer, net als de rest van het album Seasons, geschreven in een avond na een concert in Manchester.
"Airport Song" zorgde voor de definitieve doorbraak van Magna Carta. Hoewel nergens de hitlijsten werden bereikt, bleek het een van de populairste nummers van de groep. Zo stond het in Nederland jarenlang in de Radio 2 Top 2000, met plaats 496 in 2001 als hoogste notering. Vanwege dit succes werd het vooral gecoverd door Nederlandse artiesten. Gerard Cox plaatste een Nederlandse vertaling van eigen hand op de B-kant van zijn single "1948 (Toen was geluk heel gewoon)". Liesbeth List, die de band in Nederland op weg heeft geholpen, heeft ook een cover uitgebracht, die lange tijd verloren leek. In 2011 werd deze versie alsnog uitgebracht op het verzamelalbum Even eeuwig.

## NPO Radio 2 Top 2000
| Nummer met noteringen in de NPO Radio 2 Top 2000 | '99 | '00 | '01 | '02 | '03 | '04  | '05  | '06  | '07  | '08  | '09  | '10  | '11 | '12  |
| ------------------------------------------------ | --- | --- | --- | --- | --- | ---- | ---- | ---- | ---- | ---- | ---- | ---- | --- | ---- |
| Airport Song                                     | 930 | 688 | 496 | 817 | 871 | 1296 | 1204 | 1279 | 1633 | 1202 | 1535 | 1548 | -   | 1802 |

1. ↑  Een '-' betekent dat het nummer niet was genoteerd en een vetgedrukt getal geeft de hoogste notering aan.
2. ↑  Deze tabel is bijgewerkt tot en met de laatste editie (2024).